# Sauzignac
 (janvier 2017).
Le Sauzignac est une petite rivière de 19,1 km coulant au nord de la Loire-Atlantique, dans la région Pays de la Loire. C'est un affluent rive gauche du Don.

## Géographie
Le Sauzignac prend sa source dans le département de la Loire-Atlantique à La Meilleraye-de-Bretagne, et se jette dans le Don à la limite des communes de Jans et de Nozay.

### Communes traversées
Le  Sauzignac traverse cinq communes dans le sens amont vers aval : La Meilleraye-de-Bretagne, Abbaretz, Treffieux, Jans et Nozay.